# Чигинская, Галина Евгеньевна
Галина Евгеньевна Чиги́нская (род. 6 января 1942 года) — советская, российская актриса. Мастер дублирования и озвучивания. В годы СССР штатная актриса отдела дублирования киностудии «Ленфильм». Принимала участие в дубляже более 300 кинокартин, а также озвучивании фильмов и телесериалов. Заслуженная артистка Российской Федерации (1996).

## Семья
- муж — Чигинский, Валерий Андреевич
- сын — Чигинский, Василий Валерьевич
- дочь — Чигинская, Мария Валерьевна

## Фильмография
- 1965 — Там, где цветут эдельвейсы — Варвара Макарова, корреспондентка
- 1970 — Мой папа — капитан — Муся, буфетчица
- 1971 — Вандербуль бежит за горизонт — стоматолог (в титрах не указана)
- 1972 — Гонщики — медсестра в Альпах
- 1972 — Последние дни Помпеи — Вика
- 1973 — Парашюты на деревьях
- 1973 — Цемент — секретарь председателя Главцемента (в титрах не указана)
- 1974 — Не болит голова у дятла — эпизод
- 1974 — Пятёрка за лето — мама Толи
- 1975 — Единственная… — Ира, подруга Тани, работница ресторана «Уют»
- 1975 — Память — эпизод
- 1976 — …И другие официальные лица — эпизод
- 1977 — Беда — эпизод
- 1979 — Открытая книга — Елена Николаевна
- 1980 — Мы смерти смотрели в лицо — медсестра
- 1980 — Последний побег — эпизод
- 1984 — Милый, дорогой, любимый, единственный
- 1987 — Жизнь Клима Самгина — жена Катина
- 1988 — Взгляд — мать Лолы
- 1989 — Бродячий автобус — Оля, жена Николая
- 1992 — Искупительная жертва — Демидова
- 1993 — Конь Белый — Даша
- 1998 — Улицы разбитых фонарей. Менты-1. Охота на крыс. Моль бледная — Марина Ивановна, серия «Моль бледная»
- 1999 — В зеркале Венеры — эпизод
- 2000—2004 — Вовочка — Мария Ивановна, учительница
- 2001 — Менты. Улицы разбитых фонарей-7,8,9 — мать Дукалиса
- 2005 — Брежнев — буфетчица
- 2006 — Столыпин… Невыученные уроки — Вера Фигнер
- 2007 — Последнее путешествие Синдбада — мать Озерской

## Озвучивание
Более 12 лет дублировала роль Джины Кэпвелл в телесериале «Санта-Барбара».
Некоторые работы по озвучиванию фильмов:
- 1965 — Большие гонки — мисс Мэгги Дюбуа
- 1969 — Слуги дьявола — Рута
- 1973 — Великолепный (Le Magnifique) — Кристин / суперагент Татьяна (Диана)
- 1974 — Соломенная шляпка — Элен Нонанкур, невеста Фадинара
- 1983 — Такой лжец (Индия) — мисс Шитл
- 1987 — Кто и как? (Индия) — Рэну/Шила Рай
- 1997 — Титаник — Руфь Дьюитт Бьюкейтер (дубляж 1998 года)/ постаревшая Роза (дубляж 2012 года)
- 1998 — Мачеха — Джекки
- 2004 — Могучие рейнджеры: Потерянная галактика — Кэндрикс, Карон
- 2009 — Последнее воскресение — Софья Толстая (озвучивание)
- 2009 — Рождественская история — миссис Крэтчит (дубляж)
- 2011—2016 — Однажды в сказке — Кора Миллс, Королева Сердец (дубляж)
- 2014 — Каникулы маленького Николя — Меме, бабушка Николя (дубляж)

## Озвучивание мультфильмов
- 2014 — Три богатыря. Ход конём — уборщица
- 2018 — Царевны — Улыбка кладовой